# لحلاح كورسيكي
اللحلاح الكورسيكي نوع نباتي يتبع جنس اللحلاح من الفصيلة اللحلاحية. موطنه جزيرة كورسيكا.

## الوصف النباتي
أزهاره تكون إما وردية أو بيضاء.